# バリバリノキ
バリバリノキ（学名: Actinodaphne acuminata）は、クスノキ科バリバリノキ属に分類される常緑高木の1種である。和名は、枝葉が音を立てて燃えることや、葉がこすれ合う音に由来するとされる。ハマビワ属に分類されていたこともある（その際の学名は Litsea acuminata）。アオカゴノキ（青鹿子の木）ともよばれる。葉は枝先に集まって互生し、革質で細長く、葉脈は裏面に隆起する。雌雄異株、日本での花期は夏、小さな花が集まって総苞片に囲まれたものが葉腋につく。果実は液果、日本では翌年に黒紫色に熟す。本州房総半島以西から南西諸島、台湾に分布する。建材や家具材、器具材に利用されることがある。

## 名称
和名であるバリバリノキの由来は、はっきりしないが、一説には枝や葉に油分が多く、燃やすとバリバリ音を立てて良く燃えることから名付けられたとされる。また植物学者の牧野富太郎は、「硬質の葉がふれあう時の音に基づくのであろう」としている。別名のアオカゴノキは、牧野富太郎による命名である。ナントウクロモジともよばれる。アオガシ（青樫）とよばれることもあるが、この名は、同じクスノキ科の別種であるホソバタブの標準的な和名とされる。
中国植物名は、長葉黃肉楠や長葉木薑子、南投黄肉楠。

## 特徴
常緑広葉樹の高木であり、生長が速く、樹高は5–15メートル、胸高直径50センチメートル (cm) ほどになる。樹形は楕円形になる。樹皮は灰褐色で平滑、皮目が散生する（図2）。一年枝は緑色で無毛、二年枝は褐色、葉痕は楕円形でやや凸出。冬芽は大きく、長楕円形、芽鱗は瓦重ね状、背軸面に圧短毛が密生して灰白色。花芽は葉腋につき、小さな球形、有柄。

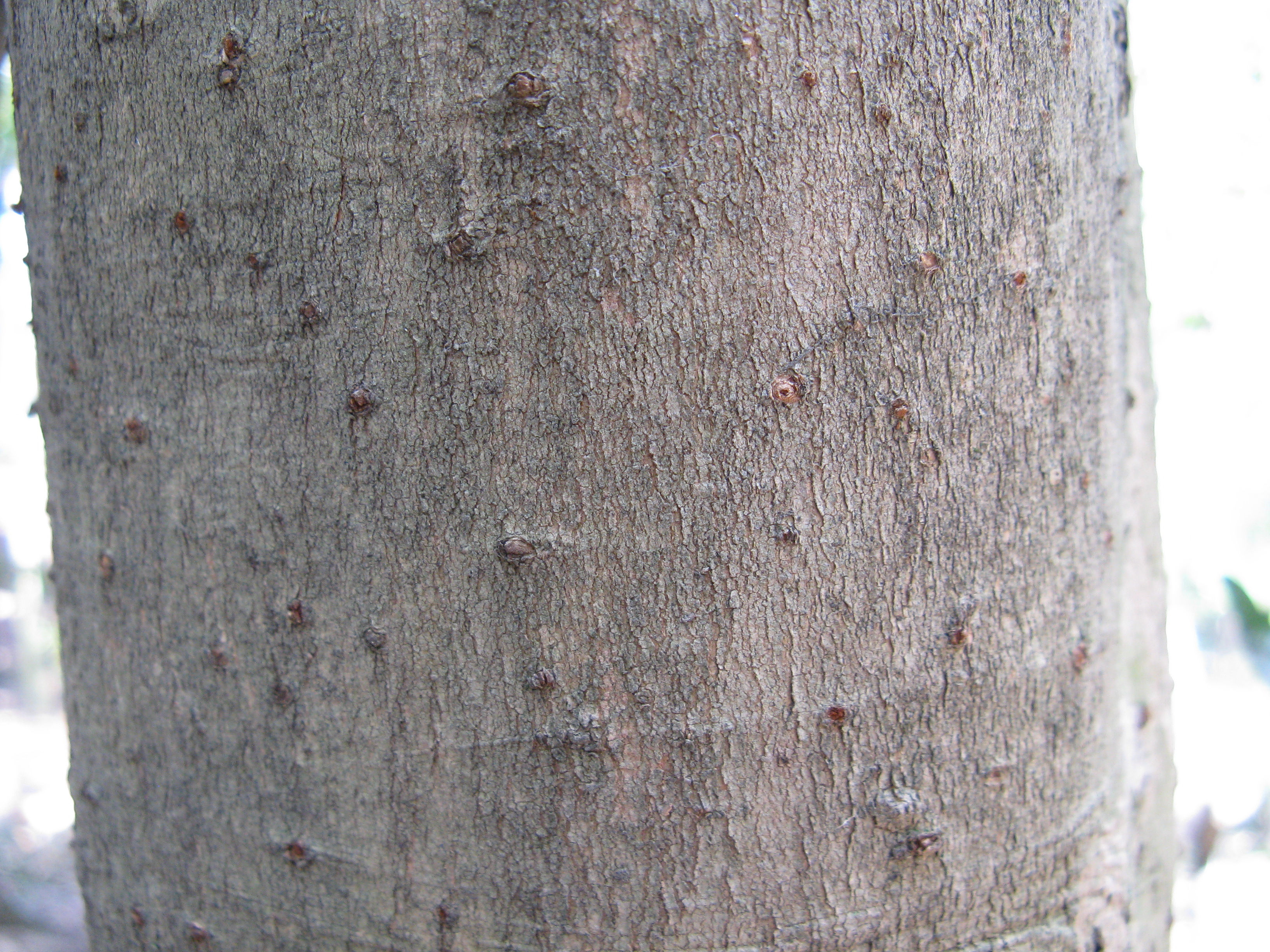
2. 樹皮は灰褐色で平滑

葉は互生、枝先に集まってついており、輪生しているようにも見える。葉は基本的に垂れているが、日光が真上から当たる場合にはほぼ水平に展開している。葉柄は長さ 1–3 cm。葉身は細長い被針形から倒披針形、長さ 8–25 cm、幅 1–2 cm、基部は鋭形、先端は長くとがり、葉縁は全縁でやや波打っている。葉は薄い革質、表面は光沢がある緑色で無毛、裏面は粉白色を帯び、細かい伏毛がわずかにある。葉脈は羽状、側脈は10–15対、裏面に隆起する。
雌雄異株（雄花と雌花が別の木につく）であり、日本での花期は夏（8月ごろ）とされるが、台湾では2–3月。淡黄色の小さな花が集まり数個の総苞片で包まれた小球状の散形花序が葉腋から生じた枝（長さ3–6ミリメートル）の先に1–3個つく。総苞片は瓦重ね状、卵形、密に圧毛がある。花托は、雄花では皿状、雌花では筒状、有毛。花被片は6枚、花後に脱落する。雄花序は4–5個の雄花からなる。雄花の雄蕊（雄しべ）は9個、3個ずつ3輪、長さは約 3.5 mm で長く突出、最内輪の花糸に1対の腺体がある。雌花序は3–8個の雌花からなる。雌花には仮雄蕊（仮雄しべ）が9個、3個ずつ3輪、最内輪の仮雄しべに1対の腺体がある。雌蕊（雌しべ）は1個、長さ約 3.5 mm、子房は球形、柱頭は盾状に広がり裂ける。
果実は液果、日本では翌年の6月ごろに黒紫色に熟し、長楕円形、長さ約 1.5 cm、無毛、花托が皿状になって基部を包む。種子は1個。

## 分布・生態
本州（房総半島以西）、四国、九州、南西諸島、台湾に分布する。岡山県には分布していない。暖地の常緑広葉樹林域に生え、陰樹、斜面中部などの適潤地に生育し、伐採跡などに多く見られ、二次林の構成種的な性格をもつともされる。日本の常緑広葉樹林域であるヤブツバキクラスに生育し、その標微種の1つとされる。
病害として、Plectosphaera actinodaphnes（子嚢菌門フンタマカビ綱）によるバリバリノキ斑紋病が知られている。

## 人間との関わり
材は堅いが、割れやすい。建材や家具材、器具材に用いられる。

## 分類
バリバリノキは、ハマビワ属に分類されることもある（Litsea acuminata）。